# Floorball Deutschland Pokal 2010/11
Der Floorball Deutschland Pokal 2010/11 ist die vierte Spielzeit des Floorball Deutschland Pokals. 44 Mannschaften nahmen am Wettbewerb teil, der mit der ersten Runde am 18. September 2010 begann. Das Halbfinale und das Finale wurden am 14. und 15. Mai 2011 im Rahmen eines final4-Turniers in Ingolstadt ausgespielt. Den Titel gewann zum dritten Mal der UHC Weißenfels durch ein 14:7 über den UHC Döbeln 06. Der Pokal wird vom Floorball Verband Deutschland ausgerichtet.

## Modus
Die Mannschaften waren zu Beginn nach ihrer Herkunft in vier regionale Gruppen zu je elf Mannschaften eingeteilt. Das war eine regionale Gruppe weniger als beim DUB-Pokal 2009/10. Die erste und zweite Runde wurde innerhalb dieser regionalen Gruppen ausgespielt. Das Achtelfinale wurde in zwei Gruppen (Nord und Süd) ausgetragen. Ab dem Viertelfinale wurden die einzelnen Paarungen deutschlandweit ausgelost.

## Teilnehmende Mannschaften
Folgende 44 Mannschaften nahmen am Pokalwettbewerb teil.
| Region Nord | Region Nord-Ost | Region West | Region Süd-Ost |
| Bundesliga: ETV Hamburg 2. Bundesliga: TV Eiche Horn Bremen TSV Neuwittenbek TV Lilienthal SG Mittelnkirchen/Stade Regionalliga: TB Uphusen Vikings SG Hamburg/Schenefeld SG B. T. Bordersholm/Itzehoe TSV Neuwittenbek II Kieler Floorball Klub Bielefelder TG | Bundesliga: UHC Sparkasse Weißenfels SG BA Tempelhof Berlin Red Devils Wernigerode 2. Bundesliga: UHC Elster Saalebiber Halle UHC Sparkasse Weißenfels II Floorball Tigers Magdeburg Regionalliga: Red Devils Wernigerode II SV Fliehtbachtal Rotta SV Chemie Genthin UHK Kassel Rangers | Bundesliga: SSF Dragons Bonn 2. Bundesliga: Westfälischer Floorball Club ASV Köln Regionalliga: SV Floorball Butzbach 04 DJK Holzbüttgen SSF Dragons Bonn II SG Erlensee/Mainz Dümptener Füchse SG Schriesheim/Heidelberg Bosch Anchors Stuttgart VBC Olympia 72 Ludwigshafen | Bundesliga: MFBC Löwen Leipzig SC DHfK Leipzig Floor Fighters Chemnitz 2. Bundesliga: UHC Döbeln 06 Unihockey Igels Dresden MFBC Wikinger Grimma ESV Ingolstadt Regionalliga: USV TU Dresden UV Zwigge 07 Floor Fighters Chemnitz II PSV Wikinger München |

## 1. Runde
In der ersten Runde trafen 26 der 44 teilnehmenden Mannschaften aufeinander, die restlichen Mannschaften erhielten ein Freilos.
| PSV Wikinger München | 8 | – | 7 | ESV Ingolstadt | 17. September 2010, 19:30 Uhr |  |

| SV Fliehtbachtal Rotta | 1 | – | 15 | Red Devils Wernigerode | 18. September 2010, 11:00 Uhr |  |

| DJK Holzbüttgen | 6 | – | 4 | VBC Ludwigshafen | 18. September 2010, 11:00 Uhr |  |

| SG Blue Thunder | 3 | – | 9 | TV Eiche Horn Bremen | 18. September 2010, 12:30 Uhr |  |

| SG Hamburg/Schenefeld | 3 | – | 14 | TV Lilienthal | 18. September 2010, 15:00 Uhr |  |

| SG Erlensee/Mainz | 15 | – | 4 | SSF Dragons Bonn II | 19. September 2010, 11:00 Uhr |  |

| Floorball Schriesheim/Heidelberg | 3 | – | 9 | SSF Dragons Bonn | 19. September 2010, 11:00 Uhr |  |

| Red Devils Wernigerode II | 6 | – | 2 | SV Chemie Genthin | 19. September 2010, 13:00 Uhr |  |

| USV TU Dresden | 7 | – | 6 | UV Zwigge 07 | 19. September 2010, 14:00 Uhr |  |

| TB Uphusen Vikings | 5 | – | 15 | ETV Hamburg | 19. September 2010, 14:30 Uhr |  |

| Dümptener Füchse | 5 | – | 4 | SV Floorball Butzbach 04 | 19. September 2010, 15:45 Uhr |  |

| Floorball Tigers Magdeburg | 1 | – | 12 | UHC Sparkasse Weißenfels | 19. September 2010, 16:30 Uhr |  |

| MFBC Wikinger Grimma | 9 | – | 7 | Unihockey Igels Dresden | 19. September 2010, 17:00 Uhr |  |

## 2. Runde
Folgende 32 Mannschaften waren nach der 1. Runde noch im Pokalwettbewerb.
| Region Nord | Region Nord-Ost | Region West | Region Süd-Ost |
| Bundesliga: ETV Hamburg 2. Bundesliga: TV Eiche Horn Bremen TSV Neuwittenbek TV Lilienthal SG Mittelnkirchen/Stade Regionalliga: TSV Neuwittenbek II Kieler Floorball Klub Bielefelder TG | Bundesliga: UHC Sparkasse Weißenfels SG BA Tempelhof Berlin Red Devils Wernigerode 2. Bundesliga: UHC Elster Saalebiber Halle UHC Sparkasse Weißenfels II Regionalliga: Red Devils Wernigerode II UHK Kassel Rangers | Bundesliga: SSF Dragons Bonn 2. Bundesliga: Westfälischer Floorball Club ASV Köln Regionalliga: DJK Holzbüttgen SG Erlensee/Mainz Dümptener Füchse Bosch Anchors Stuttgart TSV Berkersheim | Bundesliga: MFBC Löwen Leipzig SC DHfK Leipzig Floor Fighters Chemnitz 2. Bundesliga: UHC Döbeln 06 MFBC Wikinger Grimma Regionalliga: USV TU Dresden Floor Fighters Chemnitz II PSV Wikinger München |

| SC DHfK Leipzig | 9 | – | 1 | USV TU Dresden | 16. Oktober 2010, 10:00 Uhr |  |

| TSV Neuwittenbek | 4 | – | 6 | TV Eiche Horn Bremen | 16. Oktober 2010, 15:00 Uhr |  |

| Bielefelder TG | 3 | – | 2 | TSV Neuwittenbek II | 16. Oktober 2010, 12:00 Uhr |  |

| UHC Sparkasse Weißenfels II | 3 | – | 15 | Red Devils Wernigerode | 16. Oktober 2010, 16:00 Uhr |  |

| Saalebiber Halle | 3 | – | 4 | SG BA Tempelhof Berlin | 16. Oktober 2010, 16:00 Uhr |  |

| DJK Holzbüttgen | 2 | – | 7 | ASV Köln | 17. Oktober 2010, 11:00 Uhr |  |

| SG Erlensee/Mainz | 9 | – | 4 | TSV Berkersheim | 17. Oktober 2010, 11:00 Uhr |  |

| Bosch Anchors Stuttgart | 1 | – | 6 | SSF Dragons Bonn | 17. Oktober 2010, 13:00 Uhr |  |

| Kieler Floorball Klub | 2 | – | 25 | TV Lilienthal | 17. Oktober 2010, 14:00 Uhr |  |

| PSV Wikinger München | 4 | – | 9 | UHC Döbeln 06 | 17. Oktober 2010, 14:00 Uhr |  |

| SG Mittelnkirchen/Stade | 4 | – | 15 | ETV Hamburg | 17. Oktober 2010, 15:00 Uhr |  |

| Dümptener Füchse | 5 | – | 12 | Westfälischer Floorball Club | 17. Oktober 2010, 15:45 Uhr |  |

| UHC Elster | 2 | – | 26 | UHC Sparkasse Weißenfels | 17. Oktober 2010, 16:00 Uhr |  |

| Red Devils Wernigerode II | 3 | – | 6 | UHK Kassel Rangers | 17. Oktober 2010, 16:00 Uhr |  |

| MFBC Wikinger Grimma | 2 | – | 6 | MFBC Löwen Leipzig | 17. Oktober 2010, 18:00 Uhr |  |

| Floor Fighters Chemnitz II | 3 | – | 11 | Floor Fighters Chemnitz | 24. Oktober 2010, 16:00 Uhr |  |

## Achtelfinale
Folgende 16 Mannschaften nahmen am Achtelfinale teil.
| Region Nord                                                                                            | Region Nord | Region Süd | Region Süd                                                                                          |
| Bundesliga: ETV Hamburg 2. Bundesliga: TV Eiche Horn Bremen TV Lilienthal Regionalliga: Bielefelder TG | Bundesliga: UHC Sparkasse Weißenfels SG BA Tempelhof Berlin Red Devils Wernigerode Regionalliga: UHK Kassel Rangers | Bundesliga: SSF Dragons Bonn 2. Bundesliga: Westfälischer Floorball Club ASV Köln Regionalliga: SG Erlensee/Mainz | Bundesliga: MFBC Löwen Leipzig SC DHfK Leipzig Floor Fighters Chemnitz 2. Bundesliga: UHC Döbeln 06 |

| Bielefelder TG | 0 | – | 8 | SG BA Tempelhof Berlin | 27. November 2010, 11:00 Uhr |  |

| TV Lilienthal | 2 | – | 13 | ETV Hamburg | 27. November 2010, 18:00 Uhr |  |

| ASV Köln | 2 | – | 3 | MFBC Löwen Leipzig | 27. November 2010, 18:30 Uhr |  |

| UHK Kassel Rangers | 3 | – | 12 | TV Eiche Horn Bremen | 28. November 2010, 12:00 Uhr |  |

| Westfälischer Floorball Klub | 9 | – | 5 | SSF Dragons Bonn | 28. November 2010, 12:00 Uhr |  |

| SG Erlensee/Mainz | 5 | – | 9 | UHC Döbeln 06 | 28. November 2010, 15:00 Uhr |  |

| Red Devils Wernigerode | 5 | – | 6 | UHC Sparkasse Weißenfels | 28. November 2010, 16:00 Uhr |  |

| SC DHfK Leipzig | 12 | – | 11 | Floor Fighters Chemnitz | 28. November 2010, 16:00 Uhr |  |

## Viertelfinale
Folgende acht Mannschaften nahmen am Viertelfinale teil.
| Bundesliga: ETV Hamburg UHC Sparkasse Weißenfels SG BA Tempelhof Berlin 2. Bundesliga: TV Eiche Horn Bremen | Bundesliga: MFBC Löwen Leipzig SC DHfK Leipzig 2. Bundesliga: Westfälischer Floorball Club UHC Döbeln 06 |

| TV Eiche Horn Bremen | 9 | – | 2 | Westfälischer Floorball Club | 13. Februar 2011, 13:00 Uhr |  |

| ETV Hamburg | 8 | – | 1 | SC DHfK Leipzig | 13. Februar 2011, 15:00 Uhr |  |

| UHC Sparkasse Weißenfels | 5 | – | 1 | SGBA Tempelhof Berlin | 13. Februar 2011, 18:00 Uhr |  |

| UHC Döbeln 06 | 6 | – | 5 | MFBC Löwen Leipzig | 13. Februar 2011, 19:00 Uhr |  |

## Final Four
Das Final Four wurde am 14. und 15. Mai 2011 in Ingolstadt ausgetragen. Der UHC Weißenfels sicherte sich durch ein 14:7 über Zweitligist UHC Döbeln zum dritten Mal den Pokal.
| Bundesliga: ETV Hamburg UHC Sparkasse Weißenfels 2. Bundesliga: TV Eiche Horn Bremen UHC Döbeln 06 |

### Halbfinale
| TV Eiche Horn Bremen | 3 | – | 4 | UHC Döbeln 06 | 14. Mai 2011, 14:00 Uhr |  |

| ETV Hamburg | 4 | – | 5 | UHC Sparkasse Weißenfels | 14. Mai 2011, 17:00 Uhr |  |

### Finale
| UHC Döbeln 06 | 7 | – | 14 | UHC Sparkasse Weißenfels | 15. Mai 2011, 15:00 Uhr |  |